# Vēja māte
Vēja māte (lett. "Mère du Vent"), est, dans la mythologie lettone, la personnification du vent. Elle appartient au grand des forces maternelle de la nature, les Mātes. En tant que souveraine du vent et des intempéries d'énormes pouvoirs lui sont attribués, comme faire endormir les tempêtes. Parfois elle est aussi considérée comme protectrice des oiseaux et des forêts, cette propriété la rapproche de Meža māte, la "Mère des Forêts".
Les proches de Vēja māte sont au nombre de deux : son homme Vējs, et son fils Vēja dēls sont mentionnés, mais ils ne semblent pas occuper une fonction particulière.

## Vėjopatis
Dans mythologie lituanienne il existe Vėjopatis, le père des vents.

## Littérature
- Jonas Balys, Haralds Biezais: Baltische Mythologie. Dans: Hans Wilhelm Haussig (Éd.): Götter und Mythen im Alten Europa (= Wörterbuch der Mythologie. Abteilung 1: Die alten Kulturvölker. Band 2). Klett-Cotta, Stuttgart 1973,   (ISBN 3-12-909820-8).